# Emmanuel Chedal
Emmanuel Chedal, né le 15 janvier 1983 à Moûtiers, est un sauteur à ski français actif de 1999 à 2012. 

## Carrière
Licencié au SC Courchevel, il est l'un des meilleurs sauteurs français des années 2000 et 2010. Il a pris part aux Jeux olympiques de 2002 à Salt Lake City ainsi qu'à ceux de Vancouver en 2010, à quatre Championnats du monde (entre 2001 et 2011) et aux épreuves de Coupe du monde, où son meilleur résultat est une 3e place en décembre 2009 à Lillehammer (performance qu'un Français n'avait pas atteinte depuis douze ans). Il compte aussi un podium lors du Grand Prix d'été avec une 3e place en août 2009 à Pragelato.
Il a détenu le record de France de vol à ski le 21 mars 2009 avec un saut à 215,50 mètres à Planica, jusqu'à ce que Vincent Descombes Sevoie le devienne à son tour le 24 février 2012 sur le tremplin de Vikersundbakken.
À la suite de résultats en dessous de ses espérances et de divers changements de règlements au sein de la discipline (longueurs des skis et combinaisons plus proches du corps), il annonce sa retraite sportive début janvier 2013.

## Palmarès

### Jeux olympiques
| Épreuve / Édition | Salt Lake City 2002 | Vancouver 2010 |
| Petit tremplin    |                     | 24e            |
| Grand tremplin    | 28e                 | 13e            |
| Par équipes       | 10e                 | 9e             |

### Championnats du monde
| Épreuve / Édition | Lahti 2001 | Oberstdorf 2005 | Liberec 2009 | Oslo 2011 |
| Petit tremplin    | 48e        | 26e             |              | 28e       |
| Grand tremplin    | 34e        | 33e             | 18e          | 42e       |
| Par équipes       |            |                 | 8e           |           |

### Championnats du monde de vol à ski
| Épreuve / Édition | Harrachov 2002 | Planica 2004 | Kulm 2006 | Oberstdorf 2008 | Planica 2010 |
| Individuel        | 19e            | 18e          | 40e       | 24e             | 14e          |
| Par équipes       |                |              |           | 8e              |              |

### Coupe du monde
- Meilleur classement général : 15e en 2010.
- 1 podium individuel : 3e place (Lillehammer, 6 décembre 2009).

#### Différents classements en Coupe du monde
| Année     | Classement général final |
| 1999-2000 | 70e                      |
| 2001-2002 | 68e                      |
| 2002-2003 | 70e                      |
| 2003-2004 | 35e                      |
| 2004-2005 | 67e                      |
| 2005-2006 | 68e                      |
| 2006-2007 | 70e                      |
| 2007-2008 | 24e                      |
| 2008-2009 | 17e                      |
| 2009-2010 | 15e                      |
| 2010-2011 | 26e                      |
| 2011-2012 | 66e                      |